# UEFA Nations League 2020-2021 - Lega D
Questa voce raccoglie un approfondimento sulle gare della Lega D dell'UEFA Nations League 2020-2021.  La fase a gironi della Lega C si è disputata tra il 3 settembre e il 17 novembre 2020.

## Formato
A seguito del cambio di formula del torneo a partire da questa edizione, la Lega D è stata ridotta da 16 a 7 squadre. Alla Lega partecipano le squadre classificate dal quarantanovesimo al cinquantacinquesimo posto nella classifica finale della UEFA Nations League 2018-2019, divise in un gruppo da quattro squadre e uno da tre. Ogni squadra gioca sei incontri tra i mesi di settembre, ottobre e novembre. Le squadre vincitrici di ogni raggruppamento vengono promosse nella Lega C della UEFA Nations League 2022-2023.

## Squadre partecipanti
Le squadre sono state assegnate alla Lega D in base alla lista d'accesso della UEFA Nations League 2020-2021, la quale si basa sulla classifica finale dell'edizione precedente: alle 7 squadre rimaste nella Lega D viene attribuito il numero di accesso corrispondente alla posizione nella classifica finale dell'edizione passata. Le urne per il sorteggio, composte una da quattro squadre e l'altra da tre squadre, sono state annunciate il 4 dicembre 2019.
| Squadra       | Rank |
| ------------- | ---- |
| Gibilterra    | 49   |
| Fær Øer       | 50   |
| Lettonia      | 51   |
| Liechtenstein | 52   |

| Squadra    | Rank |
| ---------- | ---- |
| Andorra    | 53   |
| Malta      | 54   |
| San Marino | 55   |

Il sorteggio per la fase a gironi si è svolto il 3 marzo 2020 alle ore 18:00 CET ad Amsterdam, nei Paesi Bassi. Il programma della fase a gironi è stato confermato dalla UEFA dopo il sorteggio. Il 17 giugno 2020 il Comitato Esecutivo UEFA modifica il programma della fase a gironi in modo da completare le qualificazioni al campionato europeo di calcio 2020. Il nuovo programma per gli incontri della fase a gironi nei mesi di ottobre e novembre è stato annunciato il 26 giugno 2020.

## Gruppo 1

### Classifica
| Pos | Squadra  | Pt | G | V | N | P | GF | GS | DG  |
| --- | -------- | -- | - | - | - | - | -- | -- | --- |
| 1.  | Fær Øer  | 12 | 6 | 3 | 3 | 0 | 9  | 5  | +4  |
| 2.  | Malta    | 9  | 6 | 2 | 3 | 1 | 8  | 6  | +2  |
| 3.  | Lettonia | 7  | 6 | 1 | 4 | 1 | 8  | 4  | +4  |
| 4.  | Andorra  | 2  | 6 | 0 | 2 | 4 | 1  | 11 | -10 |

### Risultati
| Riga 3 settembre 2020, ore 18:00 UTC+1 | Lettonia            | 0 – 0 referto | Andorra | Daugavas Stadions (0 spett.)\| Arbitro: \| Timotheos Christofi \| |
| Arbitro:                               | Timotheos Christofi |               |         |                                                                   |

| Arbitro: | Ádám Farkas |

|                                                   |           |                          |
| K. Olsen 25’ A. Olsen 87’ Hendriksson Olsen 90+1’ | Marcatori | 37’ Degabriele 73’ Agius |

| Arbitro: | Harald Lechner |

|  |           |              |
|  | Marcatori | 31’ K. Olsen |

| Arbitro: | Stéphanie Frappart |

|           |           |                        |
| Nwoko 15’ | Marcatori | 25’ (aut.) Guillaumier |

| Arbitro: | Ivaylo Stoyanov |

|          |           |               |
| Færø 28’ | Marcatori | 25’ Ikaunieks |

| Andorra la Vella 10 ottobre 2020, ore 20:45 UTC+2 | Andorra       | 0 – 0 referto | Malta | Estadi Nacional (0 spett.)\| Arbitro: \| Alain Durieux \| |
| Arbitro:                                          | Alain Durieux |               |       |                                                           |

| Arbitro: | Iwan Arwel Griffith |

|  |           |            |
|  | Marcatori | 90+7’ Borg |

| Arbitro: | Antti Munukka |

|                |           |  |
| Olsen 19’, 33’ | Marcatori |  |

| Arbitro: | Peter Kralović |

|                                               |           |          |
| Garcia 56’ (aut.) Degabriele 59’ Dimech 90+3’ | Marcatori | 3’ Rebés |

| Arbitro: | Nikola Dabanović |

|            |           |               |
| Kamešs 59’ | Marcatori | 60’ Vatnhamar |

| Arbitro: | Dimitar Meckarovski |

|  |           |                                                                             |
|  | Marcatori | 6’ Černomordijs 57’, 60’ Ikaunieks 70’ (rig.) Gutkovskis 90’ (rig.) Krollis |

| Arbitro: | Kristo Tohver |

|                 |           |             |
| Guillaumier 54’ | Marcatori | 70’ Jónsson |

## Gruppo 2

### Classifica
| Pos | Squadra       | Pt | G | V | N | P | GF | GS | DG |
| --- | ------------- | -- | - | - | - | - | -- | -- | -- |
| 1.  | Gibilterra    | 8  | 4 | 2 | 2 | 0 | 3  | 1  | +2 |
| 2.  | Liechtenstein | 5  | 4 | 1 | 2 | 1 | 3  | 2  | +1 |
| 3.  | San Marino    | 2  | 4 | 0 | 2 | 2 | 0  | 3  | -3 |

### Risultati
| Arbitro: | Aleksandrs Anufrijevs |

|              |           |  |
| Torrilla 42’ | Marcatori |  |

| Arbitro: | Enea Jorgji |

|  |           |                            |
|  | Marcatori | 3’ (rig.) Hasler 14’ Frick |

| Arbitro: | Kirill Levnikov |

|  |           |             |
|  | Marcatori | 10’ De Barr |

| Vaduz 13 ottobre 2020, ore 20:45 UTC+2 | Liechtenstein    | 0 – 0 referto | San Marino | Rheinpark Stadion (178 spett.)\| Arbitro: \| Jørgen Burchardt \| |
| Arbitro:                               | Jørgen Burchardt |               |            |                                                                  |

| Serravalle 14 novembre 2020, ore 15:00 UTC+1 | San Marino       | 0 – 0 referto | Gibilterra | San Marino Stadium (0 spett.)\| Arbitro: \| Kateryna Monzul' \| |
| Arbitro:                                     | Kateryna Monzul' |               |            |                                                                 |

| Arbitro: | Trustin Farrugia Cann |

|                     |           |           |
| Frommelt 17’ (aut.) | Marcatori | 44’ Frick |

## Statistiche

### Classifica marcatori
4 reti
- Klæmint Olsen

3 reti
- Jānis Ikaunieks

2 reti
- Jurgen Degabriele

1 rete
- Marc Rebés
- Odmar Færø
- Brandur Hendriksson Olsen
- Ári Jónsson
- Andreas Olsen
- Gunnar Vatnhamar
- Tjay De Barr

- Graeme Torrilla
- Antonijs Černomordijs
- Vladislavs Gutkovskis
- Vladimirs Kamešs
- Raimonds Krollis (1 rigore)
- Noah Frick
- Yanik Frick

- Nicolas Hasler (1 rigore)
- Andrei Agius
- Steve Borg
- Shaun Dimech
- Matthew Guillaumier
- Kyrian Nwoko

Autoreti
- Emili García (1, pro  Malta)

- Noah Frommelt (1, pro  Gibilterra)

- Matthew Guillaumier (1, pro  Lettonia)